# Wendel Geraldo Maurício e Silva
Wendel Geraldo Maurício da Silva oder einfach nur Wendel (* 8. April 1982 in Mariana) ist ein ehemaliger brasilianischer Fußballspieler.

## Karriere
Wendels Profikarriere begann 2001 in seiner brasilianischen Heimat bei Uberlandia. Bereits nach einer Saison wechselte er für zwei Spielzeiten zu Cruzeiro Belo Horizonte, ehe er im Januar 2005 nach Portugal zu Nacional Funchal wechselte. Doch bereits nach vier Monaten verließ er den Klub wieder, um nach Brasilien zurückzukehren. Diesmal schloss er sich dem FC Santos an. Nach eineinhalb Jahren versuchte er einen zweiten Anlauf, um in Europa Fuß zu fassen. Am 25. August 2006 unterzeichnete er einen Vertrag beim französischen Erstligisten Girondins Bordeaux, dessen Laufzeit bis 2010 gültig ist.
Er beendete im Jahr 2018 seine Karriere.

## Erfolge
Cruzeiro
- Copa do Brasil: 2000, 2003
- Campeonato Brasileiro de Futebol: 2003

Girondins Bordeaux
- Französischer Ligapokalsieger: 2007
- Französischer Vize-Meister: 2008
- Französischer Meister: 2009

Sport Recife
- Copa do Nordeste: 2014